# Specie di Vaccinium
Elenco delle specie di Vaccinium.

## A
- Vaccinium absconditum J.J.Sm.
- Vaccinium acrobracteatum K.Schum.
- Vaccinium acutissimum F.Muell.
- Vaccinium adenochaetum Sleumer
- Vaccinium adenotrichum Sleumer
- Vaccinium agusanense Elmer
- Vaccinium aitapense Sleumer
- Vaccinium alainii Acuña & Roíg
- Vaccinium albicans Sleumer

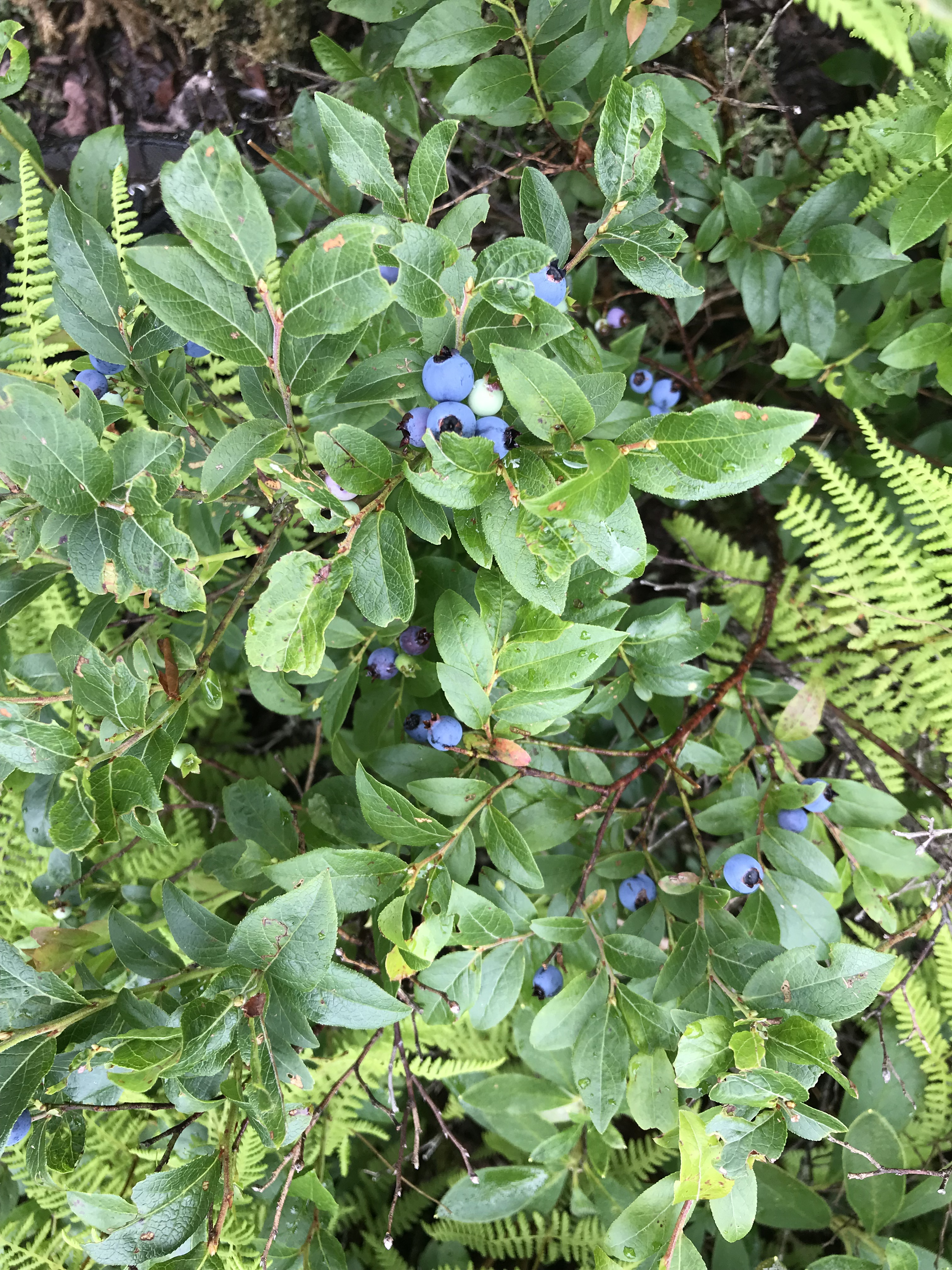
Vaccinium angustifolium

- Vaccinium albidens H. Lév. & Vaniot
- Vaccinium almedae Wilbur & Luteyn
- Vaccinium altiterrae Veldkamp
- Vaccinium alvarezii Merr.
- Vaccinium amakhangium S.Panda & Sanjappa
- Vaccinium amazonicum Pedraza & Luteyn
- Vaccinium ambivalens Sleumer
- Vaccinium amblyandrum F.Muell.
- Vaccinium amphoterum Sleumer
- Vaccinium amplexicaule J.J.Sm.
- Vaccinium ampullaceum Sleumer
- Vaccinium angiense Kaneh. & Hatus.
- Vaccinium angustifolium Aiton
- Vaccinium apiculatum Sleumer
- Vaccinium apophysatum Sleumer
- Vaccinium appendiculatum Schltr.
- Vaccinium arboreum Marshall
- Vaccinium arbutoides C.B. Clarke
- Vaccinium arctostaphylos L.
- Vaccinium ardisioides Hook. f. ex C.B. Clarke
- Vaccinium aristatum Luteyn & Pedraza
- Vaccinium artum J.J.Sm.
- Vaccinium × atlanticum E.P.Bicknell
- Vaccinium aucupis Sleumer
- Vaccinium auriculifolium Sleumer

## B
- Vaccinium bancanum Miq.

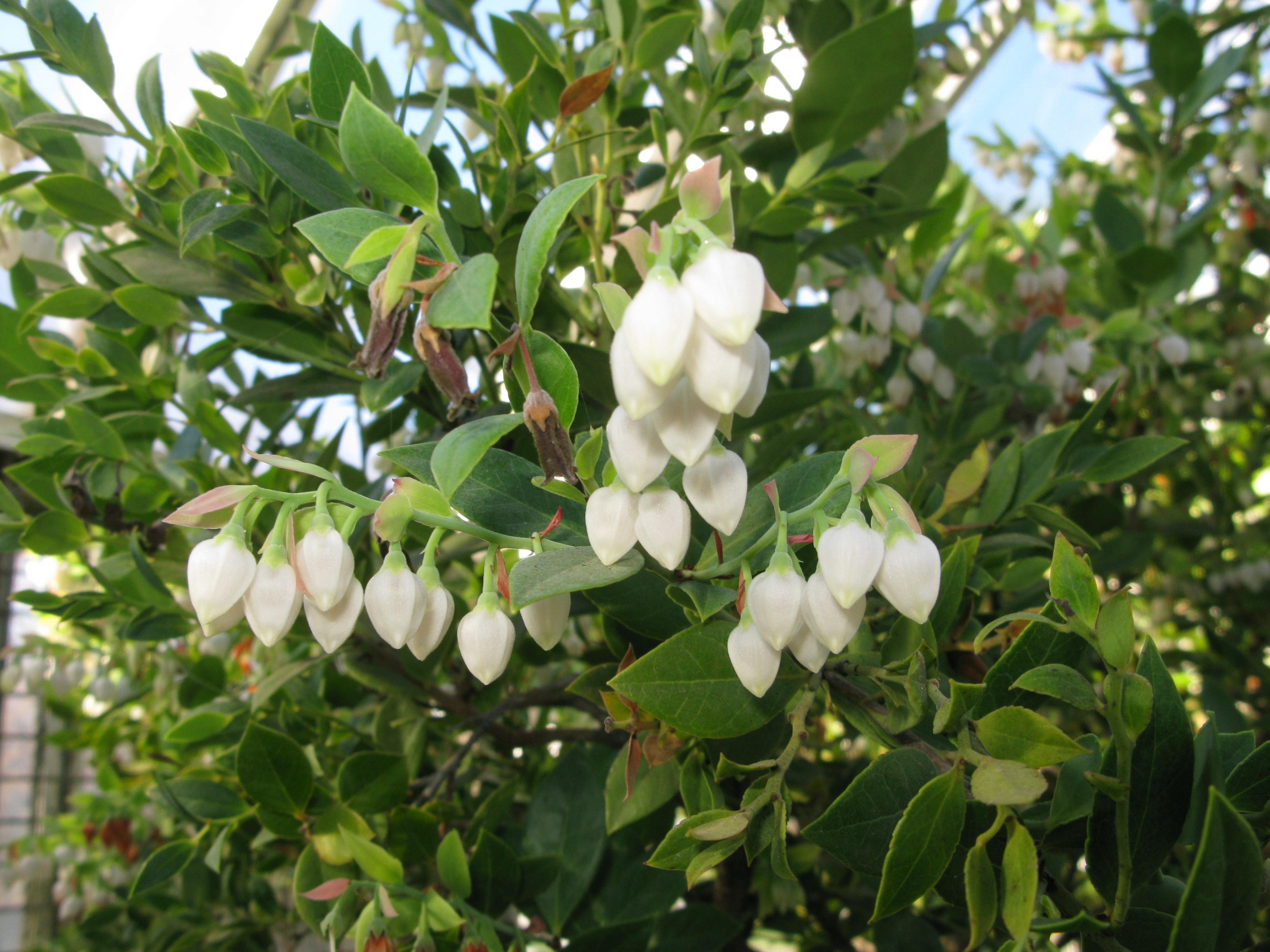
Vaccinium boninense

- Vaccinium bangliangense Y.S.Huang & Y.H.Tong
- Vaccinium banksii Merr.
- Vaccinium barandanum S.Vidal
- Vaccinium barbatum J.J.Sm.
- Vaccinium bartlettii Merr.
- Vaccinium beamanianum Wilbur & Luteyn
- Vaccinium benguetense S.Vidal
- Vaccinium besagiense J.J.Sm.
- Vaccinium bissei R.Berazaín
- Vaccinium blepharocalyx Schltr.
- Vaccinium bocatorense Wilbur
- Vaccinium bodenii Wernham
- Vaccinium boninense Nakai
- Vaccinium boreale I.V.Hall & Aalders
- Vaccinium brachyandrum C.Y.Wu & R.C.Fang
- Vaccinium brachybotrys (Franch.) Hand.-Mazz.
- Vaccinium brachycladum Sleumer
- Vaccinium brachygyne J.J.Sm.
- Vaccinium brachytrichum Sleumer
- Vaccinium bracteatum Thunb.
- Vaccinium brassii Sleumer
- Vaccinium breedlovei L.O.Williams
- Vaccinium brevipedicellatum C.Y.Wu ex W.P.Fang & Z.H.Pan
- Vaccinium brevipedunculatum J.J.Sm.
- Vaccinium × brunoense P.W.Fritsch
- Vaccinium bullatum (Dop) Sleumer
- Vaccinium bulleyanum (Diels) Sleumer
- Vaccinium burburan M.N.Tamayo & P.W.Fritsch

## C
- Vaccinium caesariense Mack.
- Vaccinium calycinum Sm.
- Vaccinium camiguinense Merr.

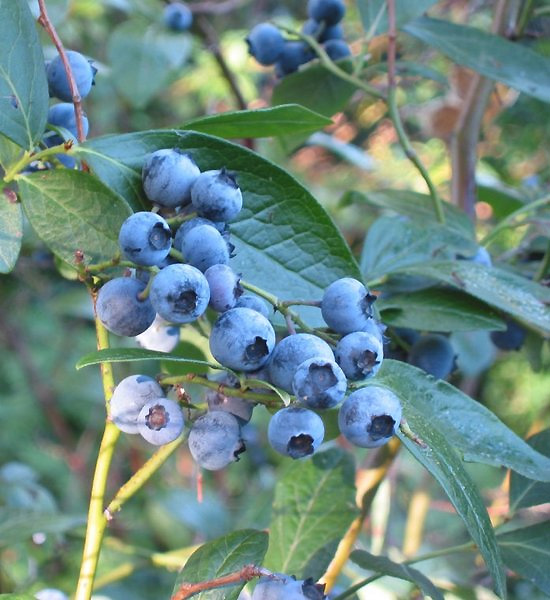
Vaccinium corymbosum

- Vaccinium campanense Wilbur & Luteyn
- Vaccinium candidum Veldkamp
- Vaccinium capillatum Sleumer
- Vaccinium cardiophorum Sleumer
- Vaccinium carlesii Dunn
- Vaccinium carmesinum M.N.Tamayo & P.W.Fritsch
- Vaccinium carneolum Sleumer
- Vaccinium × carolinianum Ashe
- Vaccinium caudatum Warb.
- Vaccinium cavendishioides Sleumer
- Vaccinium cavinerve C.Y. Wu
- Vaccinium cebuense Salares & Pelser
- Vaccinium centrocelebicum Sleumer
- Vaccinium ceraceum Argent
- Vaccinium ceramense Sleumer
- Vaccinium cercidifolium J.J.Sm.
- Vaccinium cereum (L.f.) G.Forst.
- Vaccinium cespitosum Michx.
- Vaccinium chaetothrix Sleumer
- Vaccinium chamaebuxus C.Y.Wu
- Vaccinium chengiae W.P.Fang
- Vaccinium chihuahuense Wilbur & Luteyn
- Vaccinium chimantense Maguire, Steyerm. & Luteyn
- Vaccinium chlaenophyllum Vuong, V.H.Bui & V.S.Dang
- Vaccinium chunii Merr. ex Sleumer
- Vaccinium ciliatum Thunb.
- Vaccinium claoxylon J.J.Sm.
- Vaccinium clementis Merr.
- Vaccinium coelorum Wernham
- Vaccinium commutatum Mabb. & Sleumer
- Vaccinium conchophyllum Rehder
- Vaccinium confertum Kunth
- Vaccinium consanguineum Klotzsch
- Vaccinium continuum Luteyn & Pedraza
- Vaccinium contractum Sleumer
- Vaccinium convallariiflorum J.J.Sm.
- Vaccinium convexifolium J.J.Sm.
- Vaccinium cordifolium (M. Martens & Galeotti) Hemsl.
- Vaccinium coriaceum Hook.f.
- Vaccinium cornigerum Sleumer
- Vaccinium corymbodendron Dunal
- Vaccinium corymbosum L.
- Vaccinium costaricense Wilbur & Luteyn
- Vaccinium costerifolium Sleumer
- Vaccinium craspedotum Sleumer
- Vaccinium crassiflorum J.J.Sm.
- Vaccinium crassifolium Andrews
- Vaccinium crassistylum Sleumer
- Vaccinium crassivenium Sleumer
- Vaccinium crenatifolium Sleumer
- Vaccinium crenatum (G.Don) Sleumer
- Vaccinium crinigerum Kloet
- Vaccinium cruentum Sleumer
- Vaccinium cubense Griseb.
- Vaccinium culminicola Wernham
- Vaccinium cumingianum S.Vidal
- Vaccinium cuneifolium (Blume) Miq.
- Vaccinium cuspidifolium C.Y. Wu & R.C. Fang
- Vaccinium cyclopense J.J.Sm.
- Vaccinium cylindraceum Sm.

## D

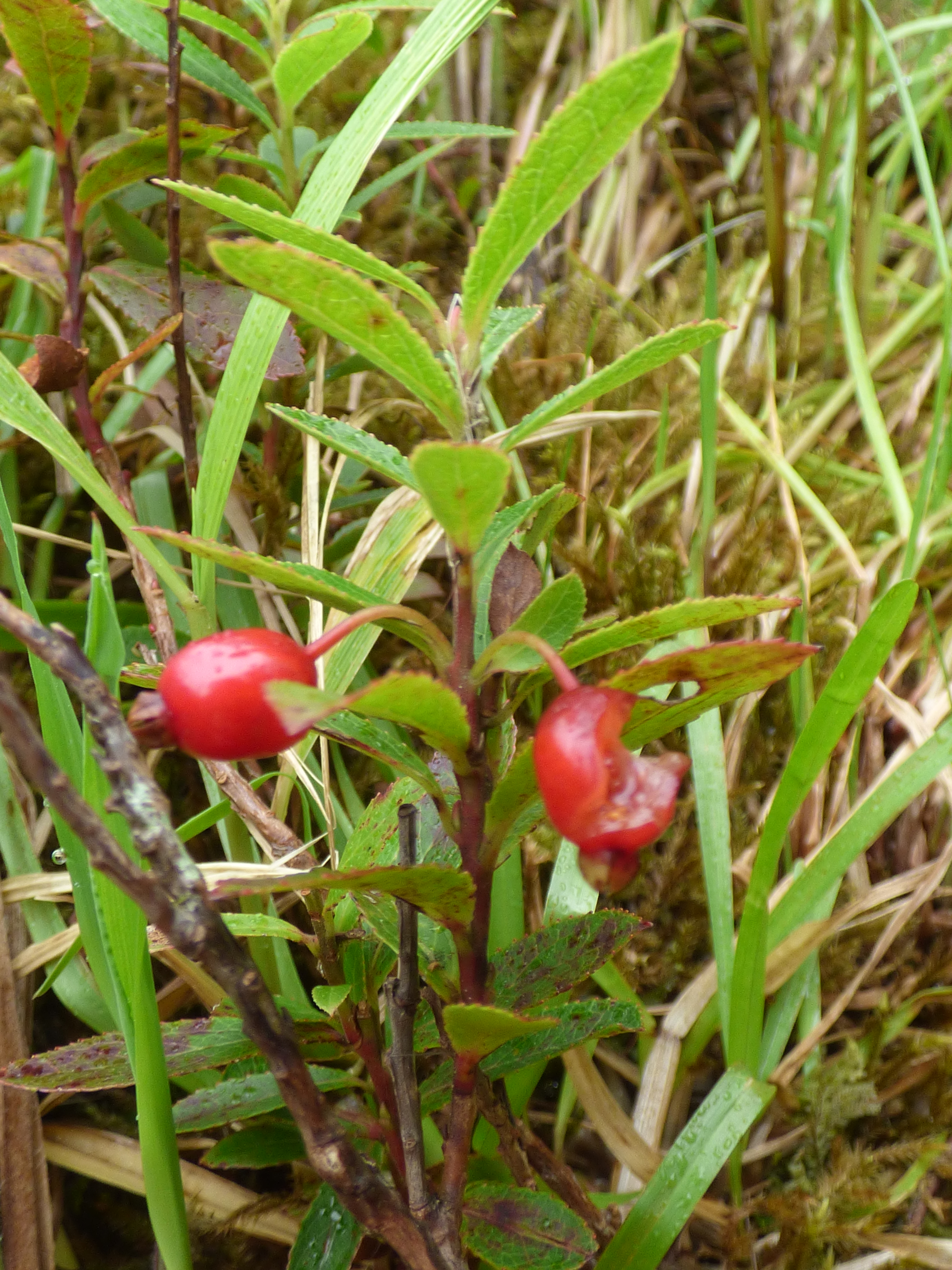
Vaccinium dentatum

- Vaccinium damingshanense Y.H.Tong & N.H.Xia
- Vaccinium daphniphyllum Schltr.
- Vaccinium darrowii Camp
- Vaccinium debilescens Sleumer
- Vaccinium decumbens J.J.Sm.
- Vaccinium delavayi Franch.
- Vaccinium deliciosum Piper
- Vaccinium dendrocharis Hand.-Mazz.
- Vaccinium densifolium J.J.Sm.
- Vaccinium dentatum Sm.
- Vaccinium dependens (G.Don) Sleumer
- Vaccinium dialypetalum J.J.Sm.
- Vaccinium dictyoneuron Sleumer
- Vaccinium didymanthum Dunal
- Vaccinium distichum Luteyn
- Vaccinium × dobbinii Burnham
- Vaccinium dominans Sleumer
- Vaccinium dubiosum J.J.Sm.
- Vaccinium duclouxii (H.Lév.) Hand.-Mazz.
- Vaccinium dunalianum Wight
- Vaccinium dunnianum Sleumer

## E
- Vaccinium ekmanii R.Berazaín
- Vaccinium elegans Elmer
- Vaccinium elliptifolium Merr.
- Vaccinium elvirae Luteyn
- Vaccinium emarginatum Hayata

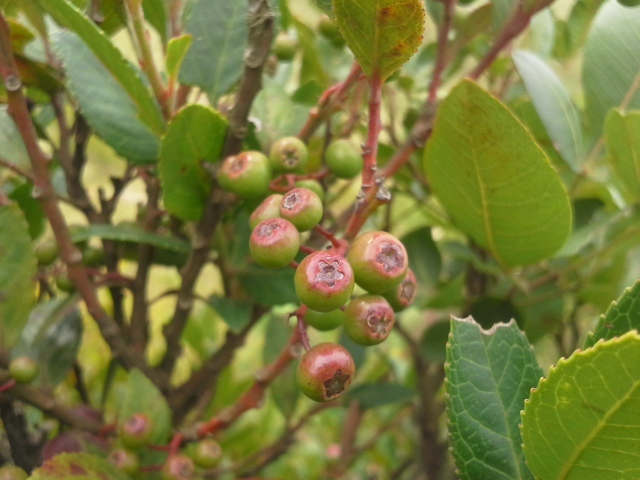
Vaccinium exul

- Vaccinium empetrum Aver. & K.S.Nguyen
- Vaccinium endertii J.J.Sm.
- Vaccinium epiphyticum Merr.
- Vaccinium erythrocarpum Michx.
- Vaccinium euryanthum A.C.Sm.
- Vaccinium evanidinervium Sleumer
- Vaccinium exaristatum Kurz
- Vaccinium exiguum M.N.Tamayo, R.Bustam. & P.W.Fritsch
- Vaccinium exul Bolus
- Vaccinium eymae Sleumer

## F
- Vaccinium filipes Schltr.
- Vaccinium fimbribracteatum C.Y.Wu

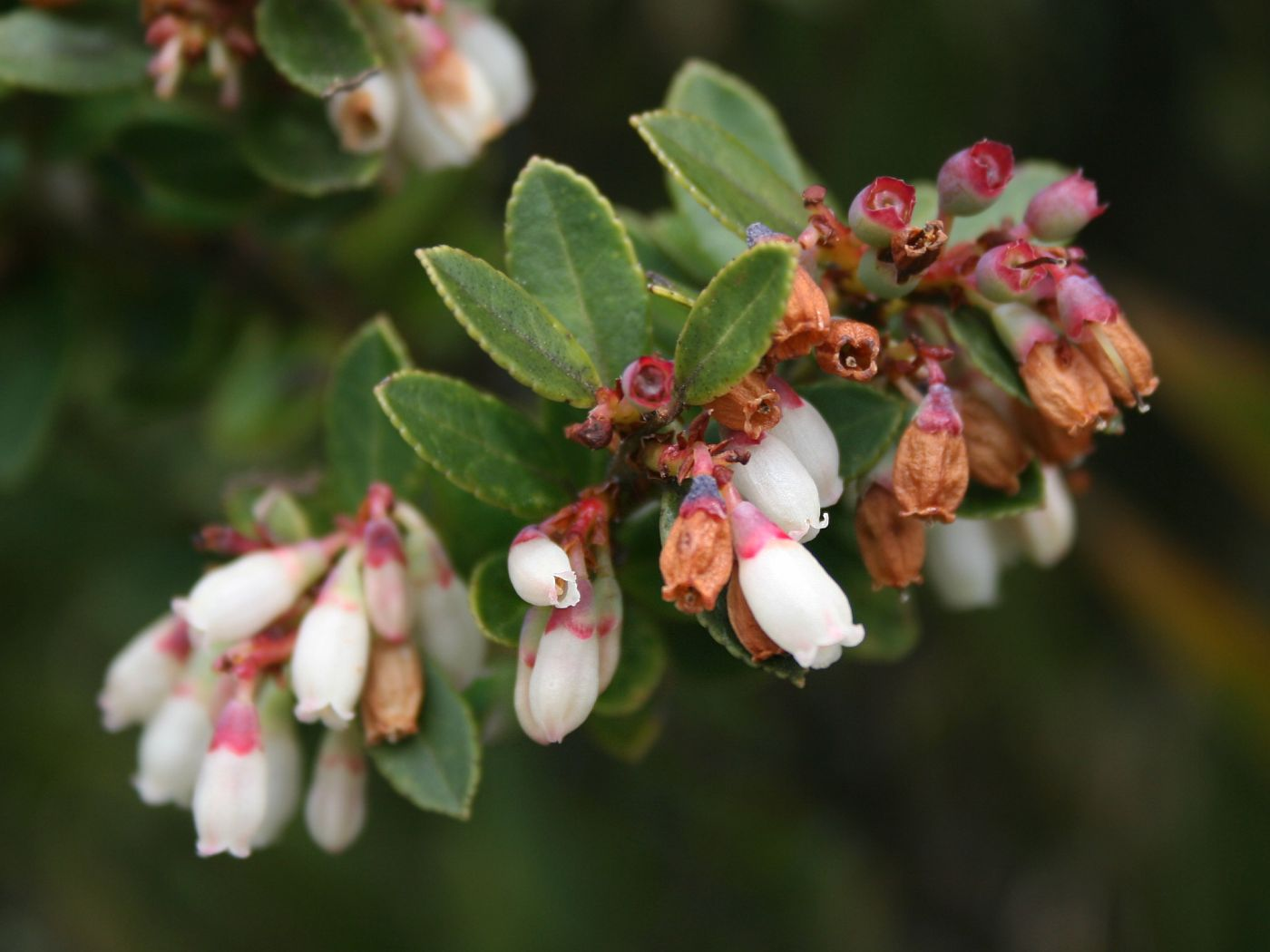
Vaccinium floribundum

- Vaccinium fimbricalyx Chun & W.P.Fang
- Vaccinium finisterrae Schltr.
- Vaccinium floccosum (L.O.Williams) Wilbur & Luteyn
- Vaccinium floribundum Kunth
- Vaccinium foetidissimum H.Lév. & Vaniot
- Vaccinium formosum Andrews
- Vaccinium fragile Franch.
- Vaccinium fraternum Sleumer
- Vaccinium furfuraceum Wilbur & Luteyn
- Vaccinium fuscatum Aiton

## G

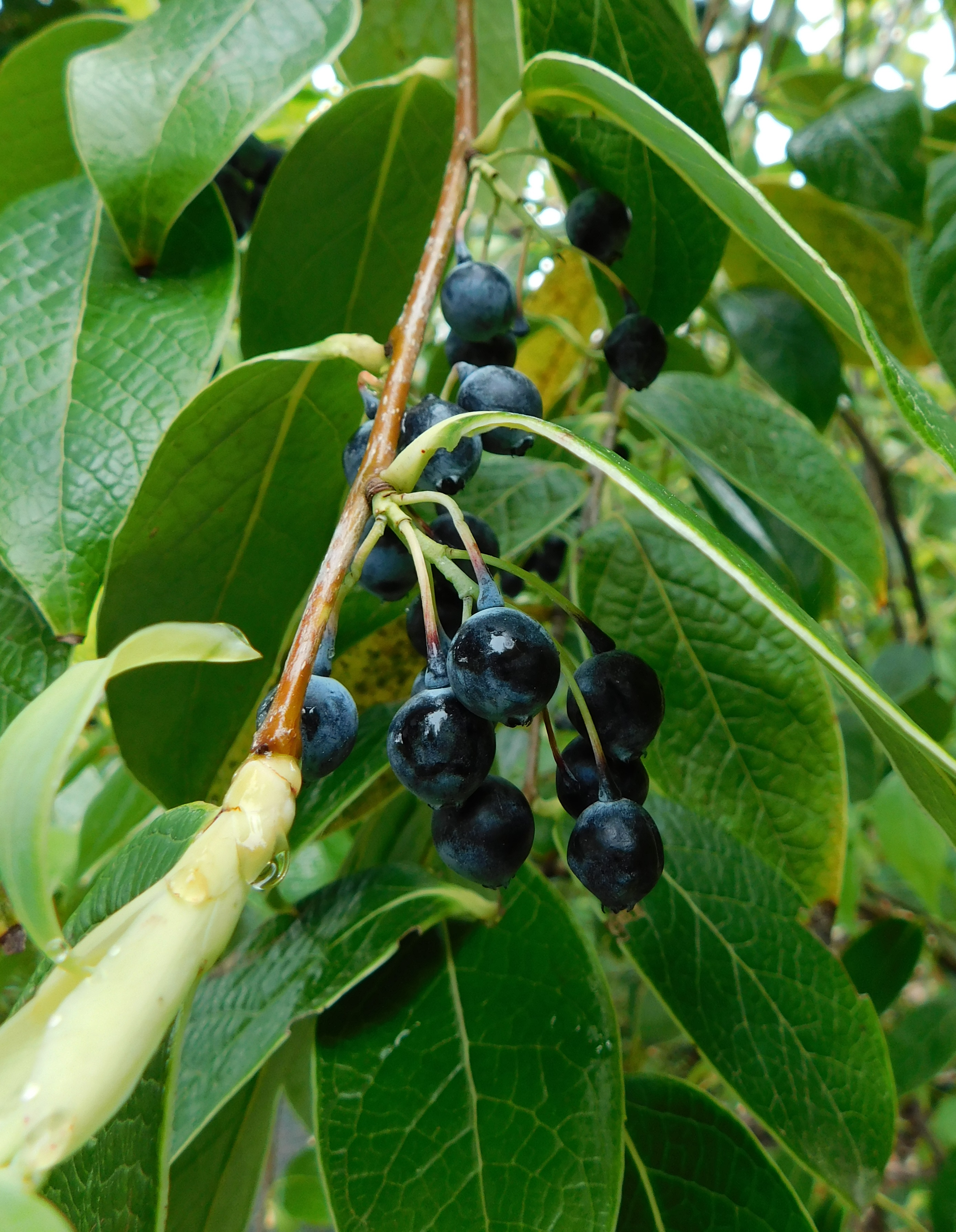
Vaccinium gaultheriifolium

- Vaccinium gaultheriifolium (Griff.) Hook.f. ex C.B.Clarke
- Vaccinium geminiflorum Kunth
- Vaccinium gitingense Elmer
- Vaccinium gjellerupii J.J.Sm.
- Vaccinium glabrescens King & Gamble
- Vaccinium glandellatum Sleumer
- Vaccinium glaucoalbum Hook.f. ex C.B.Clarke
- Vaccinium glaucophyllum C.Y.Wu & R.C.Fang
- Vaccinium glaucorubrum (C.Y.Wu) Y.H.Tong & P.W.Fritsch
- Vaccinium globosum J.J.Sm.
- Vaccinium goodenoughii Sleumer
- Vaccinium gracile J.J.Sm.
- Vaccinium gracilipes Sleumer
- Vaccinium gracillimum J.J.Sm.
- Vaccinium grandibracteatum Schltr.
- Vaccinium griffithianum Wight
- Vaccinium guangdongense W.P.Fang & Z.H.Pan

## H
- Vaccinium habbemae Koord.

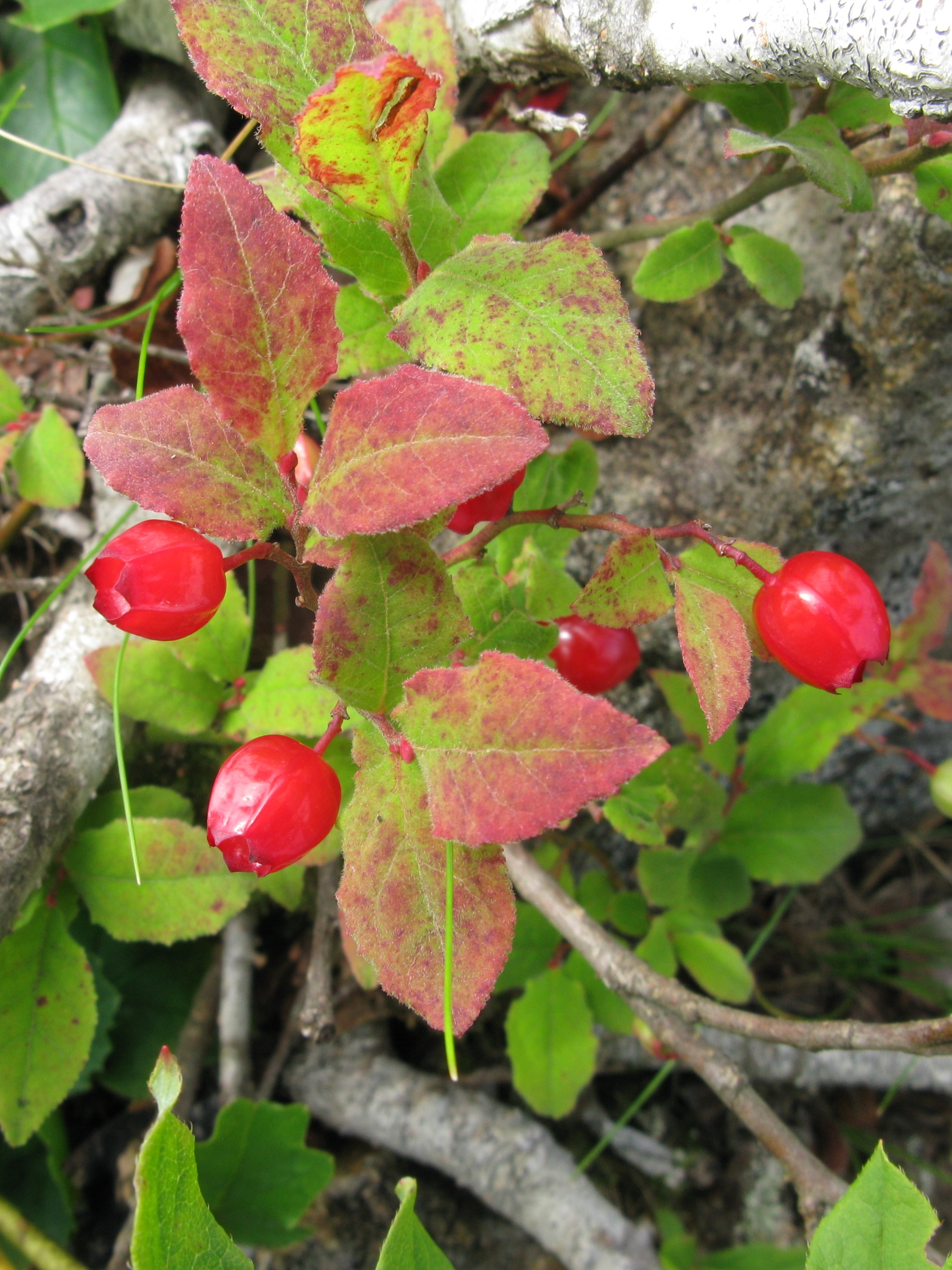
Vaccinium hirtum

- Vaccinium haematinum Standl. & Steyerm.
- Vaccinium haematochroum Sleumer
- Vaccinium × hagerupii (Á.Löve & D.Löve) Rothm.
- Vaccinium hainanense Sleumer
- Vaccinium haitangense Sleumer
- Vaccinium halconense Merr.
- Vaccinium hamiguitanense P.W.Fritsch
- Vaccinium hansmeyeri Argent
- Vaccinium hatamense Becc.
- Vaccinium hellwigianum Sleumer
- Vaccinium henryi Hemsl.
- Vaccinium hiepii Kloet
- Vaccinium hirsutum Buckley
- Vaccinium hirtum Thunb.
- Vaccinium hispidulissimum Wernham
- Vaccinium hooglandii Sleumer
- Vaccinium hopei Argent
- Vaccinium horizontale Sleumer
- Vaccinium × hybridum (Avrorin) Czerep.

## I
- Vaccinium igneum J.J.Sm.
- Vaccinium imbricans J.J.Sm.
- Vaccinium impressinerve C.Y.Wu
- Vaccinium inconspicuum J.J.Sm.
- Vaccinium indutum S.Vidal
- Vaccinium insigne (Koord.) J.J.Sm.
- Vaccinium × intermedium Ruthe
- Vaccinium irigaense Merr.
- Vaccinium iteophyllum Hance

## J
- Vaccinium jacobeanum P.F.Stevens
- Vaccinium jagorii Warb.
- Vaccinium japonicum Miq.
- Vaccinium jefense Luteyn & Wilbur

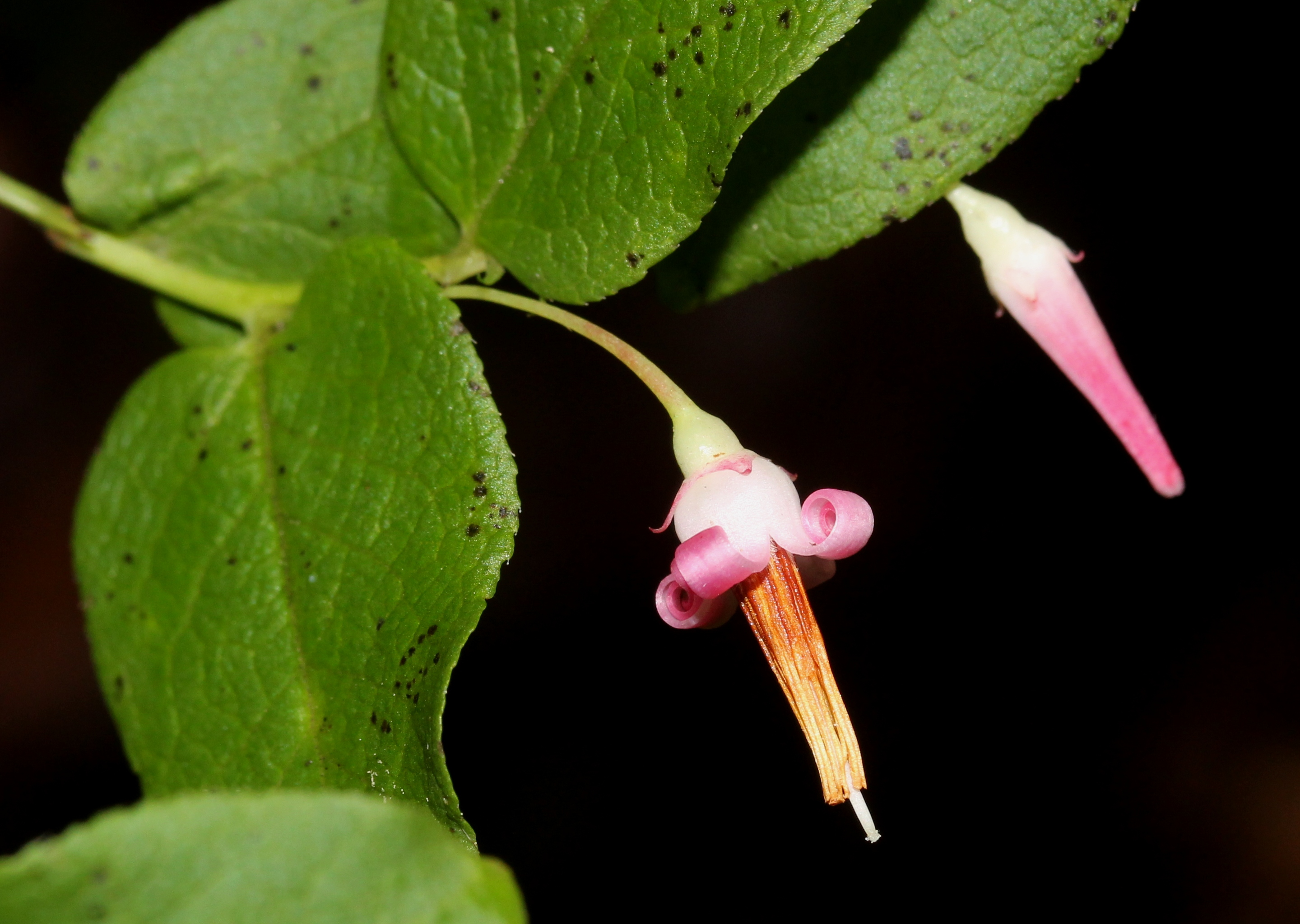
Vaccinium japonicum

- Vaccinium jevidalianum Smitinand & P.H.Hô
- Vaccinium jubatum M.N.Tamayo & P.W.Fritsch

## K
- Vaccinium kachinense Brandis
- Vaccinium kengii C.E. Chang
- Vaccinium kingdon-wardii Sleumer
- Vaccinium kjellhergii J.J.Sm.
- Vaccinium korinchense Ridl.
- Vaccinium korthalsii Miq.
- Vaccinium kostermansii Sleumer
- Vaccinium kunthianum Klotzsch

## L
- Vaccinium lageniforme J.J.Sm.
- Vaccinium lamellatum P.F.Stevens
- Vaccinium lamprophyllum C.Y.Wu & R.C.Fang
- Vaccinium lanigerum Sleumer
- Vaccinium latifolium (Griseb.) Benth. & Hook.f. ex B.D.Jacks.
- Vaccinium latissimum J.J.Sm.
- Vaccinium laurifolium (Blume) Miq.
- Vaccinium leonis Acuña & Roíg
- Vaccinium leptocladum Sleumer
- Vaccinium leptomorphum Sleumer
- Vaccinium leptospermoides J.J.Sm.
- Vaccinium leucanthum Schltdl.
- Vaccinium leucobotrys (Nutt.) G.Nicholson
- Vaccinium ligustrifolium J.J.Sm.
- Vaccinium littoreum Miq.
- Vaccinium longepedicellatum Sleumer
- Vaccinium longicaudatum Chun ex W.P.Fang & Z.H.Pan
- Vaccinium longiporum Schltr.
- Vaccinium longisepalum J.J.Sm.
- Vaccinium loranthifolium Ridl.
- Vaccinium lorentzii Koord.
- Vaccinium lucidum (Blume) Miq.
- Vaccinium lundellianum L.O. Williams
- Vaccinium luteynii Wilbur
- Vaccinium luzoniense S.Vidal

## M
- Vaccinium macgillivrayi Seem.
- Vaccinium macrocarpon Aiton

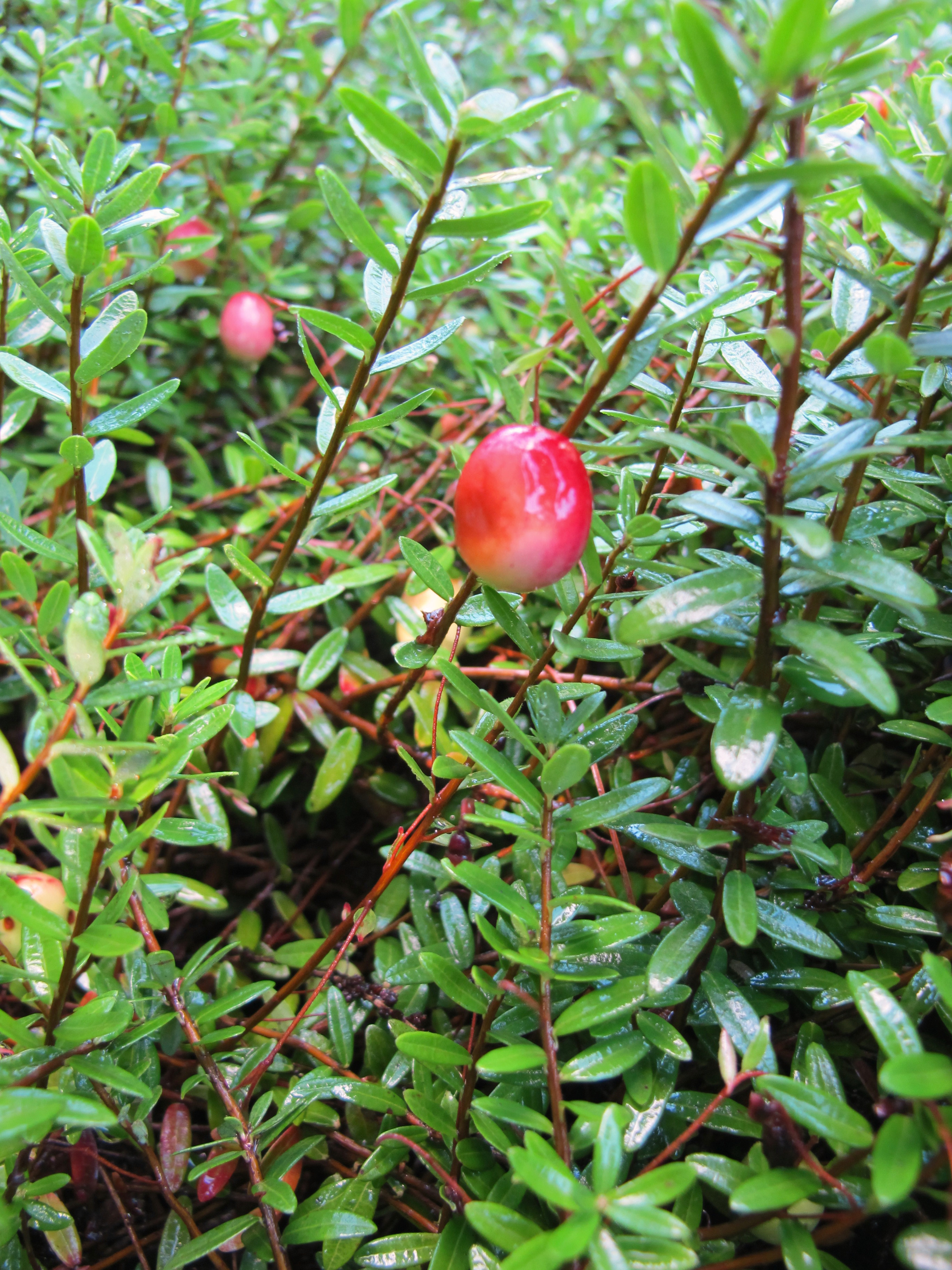
Vaccinium macrocarpon

- Vaccinium madagascariense (Thouars ex Poir.) Sleumer
- Vaccinium malacothrix Sleumer
- Vaccinium mandarinorum Diels
- Vaccinium manipurense (Watt ex Brandis) Sleumer
- Vaccinium × marianum P.Watson
- Vaccinium mathewsii Sleumer
- Vaccinium megalophyes Sleumer
- Vaccinium membranaceum Douglas ex Torr.
- Vaccinium meridionale Sw.
- Vaccinium microcarpum (Turcz. ex Rupr.) Schmalh.
- Vaccinium microphyllum (Hook.) Howell
- Vaccinium minusculum Sleumer
- Vaccinium minuticalcaratum J.J.Sm.
- Vaccinium miquelii Boerl.
- Vaccinium mjoebergii J.J.Sm.
- Vaccinium modestum W.W. Sm.
- Vaccinium molle J.J.Sm.
- Vaccinium monetarium Sleumer
- Vaccinium monteverdense Wilbur & Luteyn
- Vaccinium montis-ericae Sleumer
- Vaccinium morobense Kloet
- Vaccinium motuoense Y.H.Tong & Y.J.Guo
- Vaccinium moupinense Franch.
- Vaccinium muriculatum J.J.Sm.
- Vaccinium myodianum S.Panda & Sanjappa
- Vaccinium myrsinites Lam.
- Vaccinium myrsinoides Schltr.
- Vaccinium myrtilloides Michx.
- Vaccinium myrtillus L.
- Vaccinium myrtoides (Blume) Miq.

## N
- Vaccinium nagamasu Argent

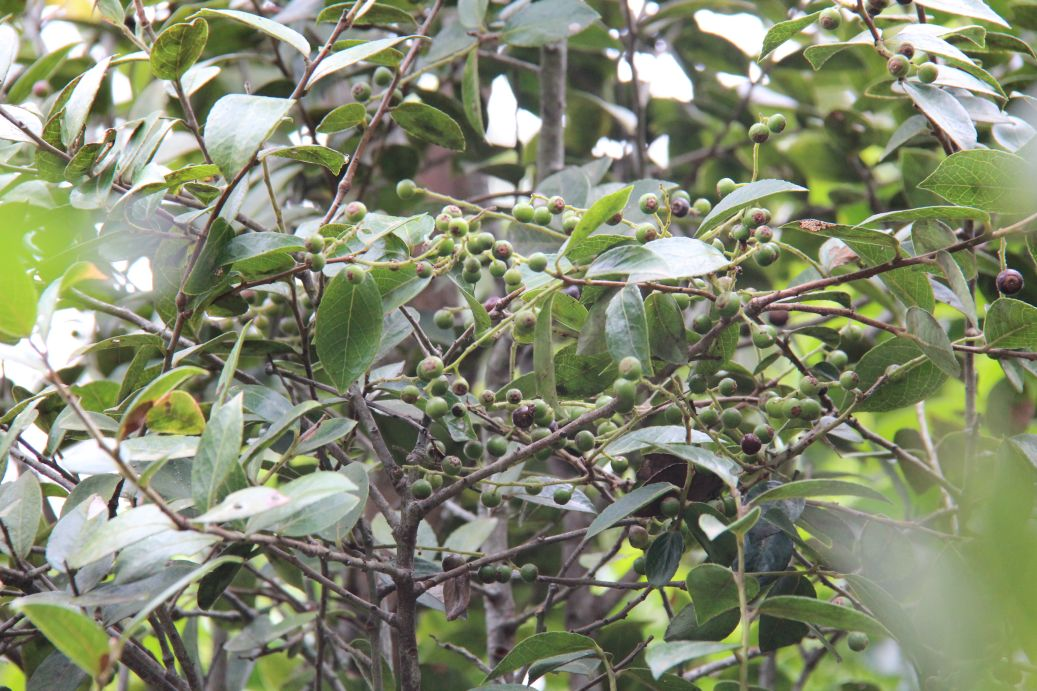
Vaccinium neilgherrense

- Vaccinium napoense Y.H.Tong & N.H.Xia
- Vaccinium neilgherrense Wight
- Vaccinium nhatrangense Dop
- Vaccinium nitens Sleumer
- Vaccinium × nubigenum Fernald
- Vaccinium nummularia Hook.f. & Thomson ex C.B.Clarke
- Vaccinium nuttallii (C.B.Clarke) Sleumer

## O

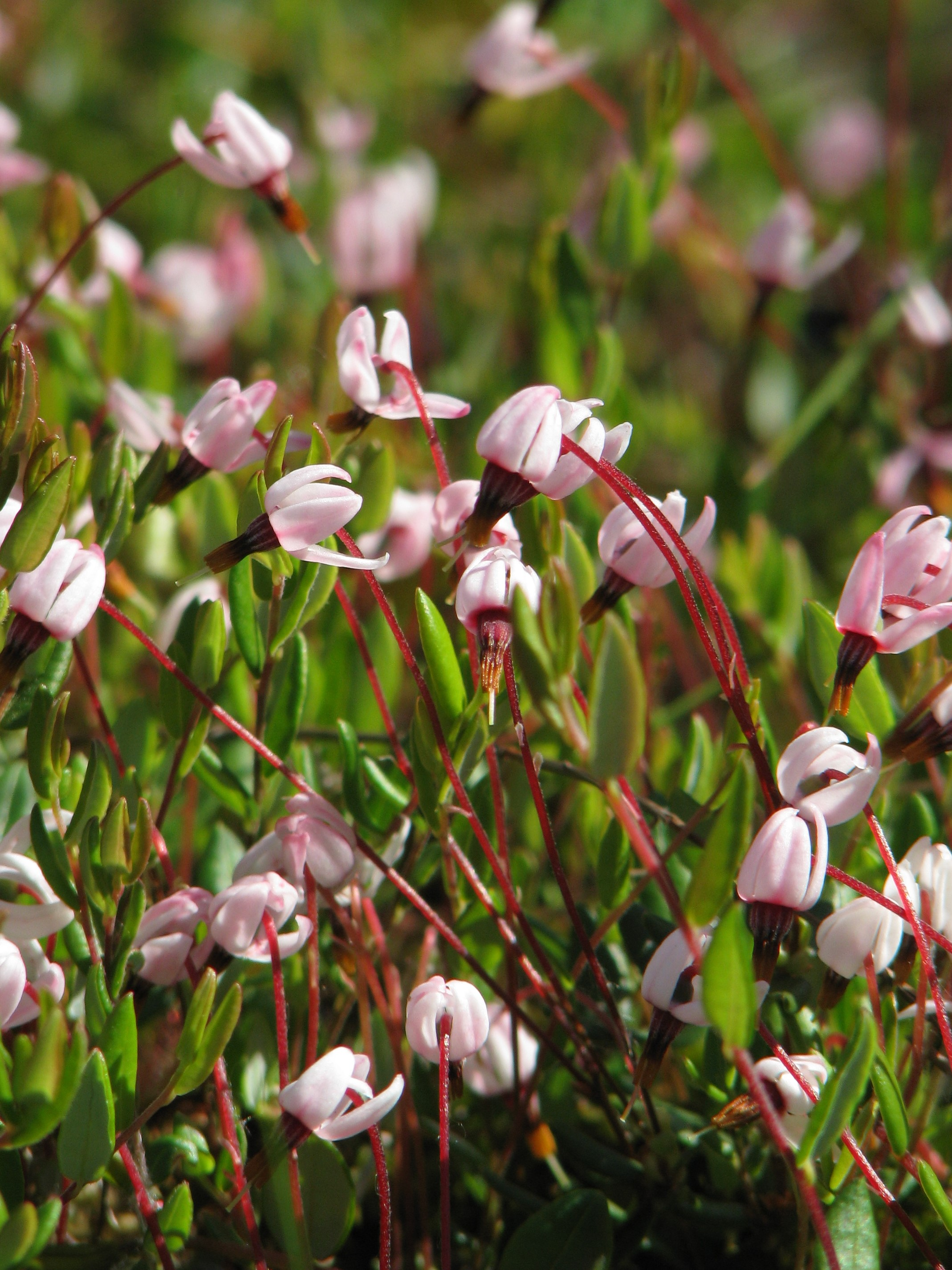
Vaccinium oxycoccos

- Vaccinium obatapaquiniorum Takeuchi
- Vaccinium obedii Veldkamp
- Vaccinium oldhamii Miq.
- Vaccinium omeiense W.P.Fang
- Vaccinium onimense Argent
- Vaccinium oranjense J.J.Sm.
- Vaccinium oreites Sleumer
- Vaccinium oreogenes W.W.Sm.
- Vaccinium oreomyrtus Sleumer
- Vaccinium orosiense Wilbur & Luteyn
- Vaccinium ortizii Luteyn & Pedraza
- Vaccinium oscarlopezianum Co
- Vaccinium otophyllum Sleumer
- Vaccinium ovalifolium Sm.
- Vaccinium ovatum Pursh
- Vaccinium oxycoccos L.

## P
- Vaccinium pachydermum Stapf
- Vaccinium paddywoodsii Argent
- Vaccinium padifolium Sm.
- Vaccinium palawanense Merr.
- Vaccinium pallidum Aiton
- Vaccinium papillatum P.F.Stevens

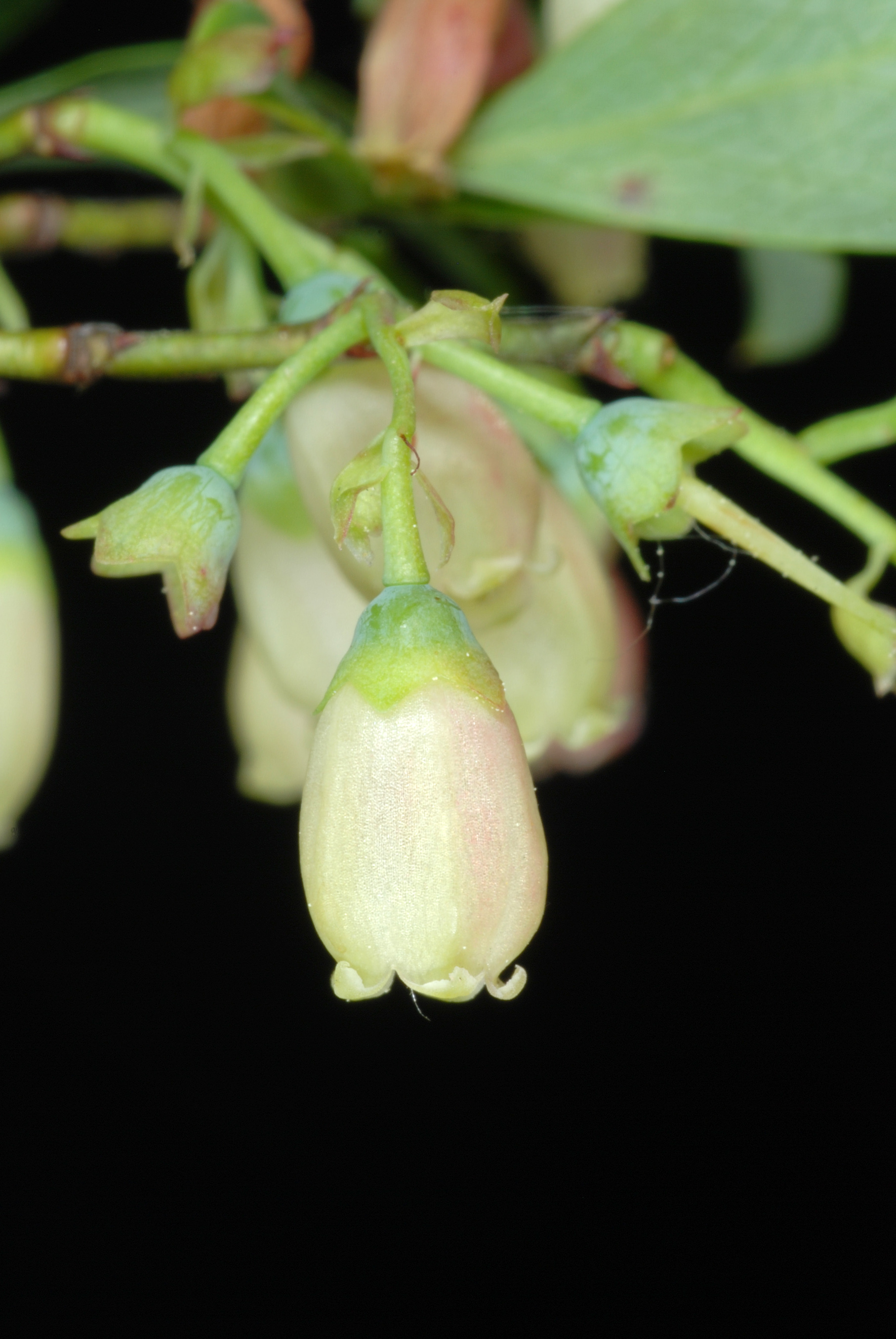
Vaccinium pallidum

- Vaccinium papulosum C.Y.Wu & R.C.Fang
- Vaccinium paradisearum Becc.
- Vaccinium paradoxum M.N.Tamayo & P.W.Fritsch
- Vaccinium parvifolium Sm.
- Vaccinium parvulifolium F.Muell.
- Vaccinium paucicrenatum Sleumer
- Vaccinium perrigidum Elmer
- Vaccinium petelotii Merr.
- Vaccinium philippinense Warb.
- Vaccinium phillippsiae Argent
- Vaccinium phillyreoides Sleumer
- Vaccinium piceifolium Wernham
- Vaccinium piliferum (Hook.f. ex C.B.Clarke) Sleumer
- Vaccinium pilosilobum J.J.Sm.
- Vaccinium pipolyi Luteyn
- Vaccinium platyphyllum Merr.
- Vaccinium poasanum Donn.Sm.
- Vaccinium podocarpoideum W.P.Fang & Z.H.Pan
- Vaccinium praeces P.F.Stevens
- Vaccinium praestans Lamb.
- Vaccinium pratense P.C.Tam ex C.Y.Wu & R.C.Fang
- Vaccinium prostratum Sleumer
- Vaccinium psammogenes Sleumer
- Vaccinium pseudobullatum W.P.Fang & Z.H.Pan
- Vaccinium pseudocaracasanum Sleumer
- Vaccinium pseudocaudatum Sleumer
- Vaccinium pseudodialypetalum Ng
- Vaccinium pseudopubicalyx X.H.Ye, Q.L.Wang & Y.H.Tong
- Vaccinium pseudorobustum Sleumer
- Vaccinium pseudospadiceum Dop
- Vaccinium pseudotonkinense Sleumer
- Vaccinium pterocalyx Luteyn
- Vaccinium puberulum Klotzsch ex Meisn.
- Vaccinium pubicalyx Franch.
- Vaccinium pugionifolium Sleumer
- Vaccinium pullei J.J.Sm.
- Vaccinium pumilum Kurz

## Q
- Vaccinium quinquefidum J.J.Sm.

## R

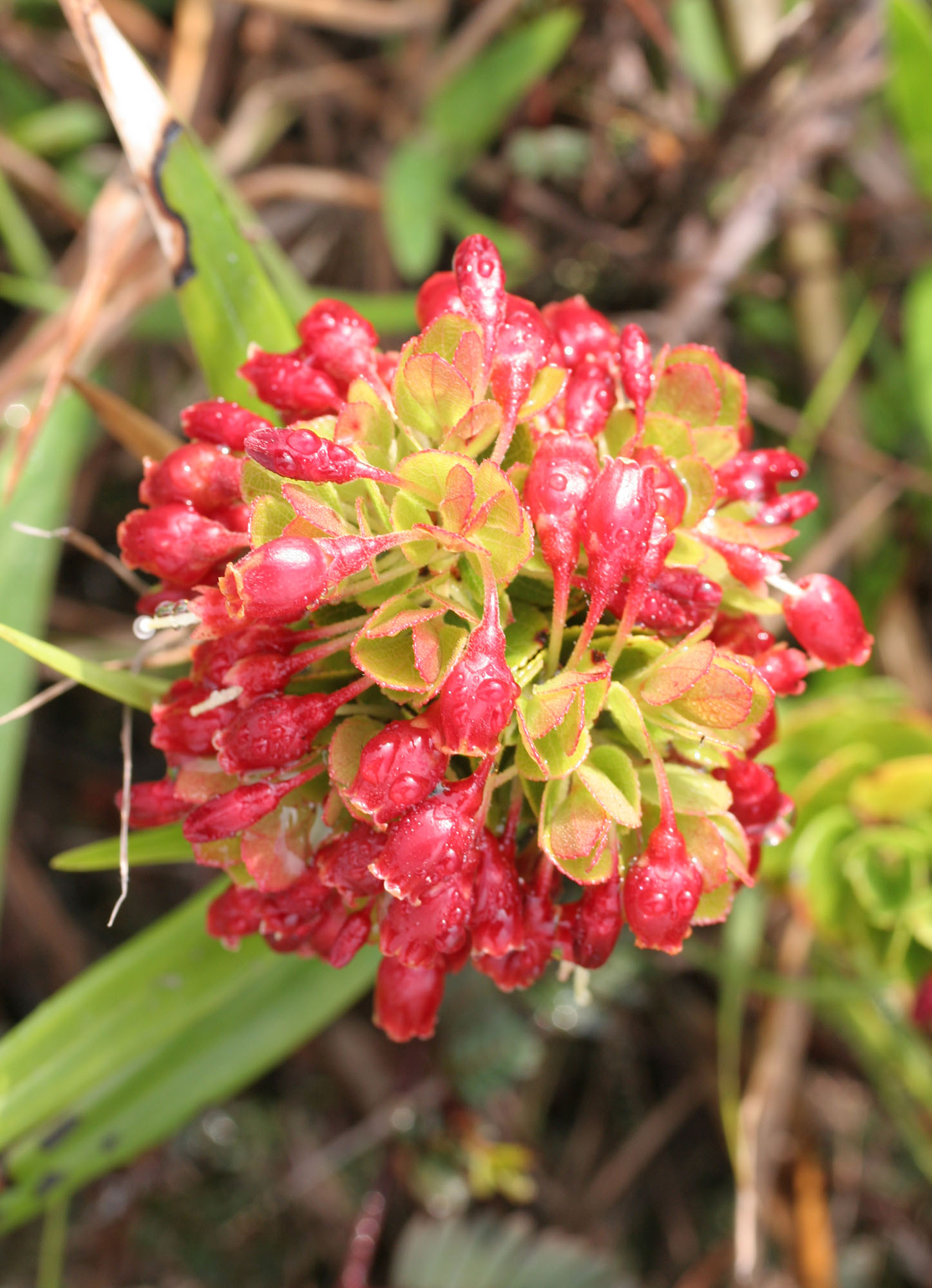
Vaccinium reticulatum

- Vaccinium racemosum (Vahl) Wilbur & Luteyn
- Vaccinium randaiense Hayata
- Vaccinium rapae Skottsb.
- Vaccinium reptans A.Rojas
- Vaccinium reticulatovenosum Sleumer
- Vaccinium reticulatum Sm.
- Vaccinium retivenium Sleumer
- Vaccinium retusifolium J.J.Sm.
- Vaccinium retusum (Griff.) Hook.f. ex C.B.Clarke
- Vaccinium rigidifolium Sleumer
- Vaccinium roraimense N.E.Br.
- Vaccinium roseiflorum J.J.Sm.
- Vaccinium rubescens R.C.Fang
- Vaccinium rubroviolaceum Sleumer

## S
- Vaccinium sandsii Argent
- Vaccinium sanguineum Schltr.

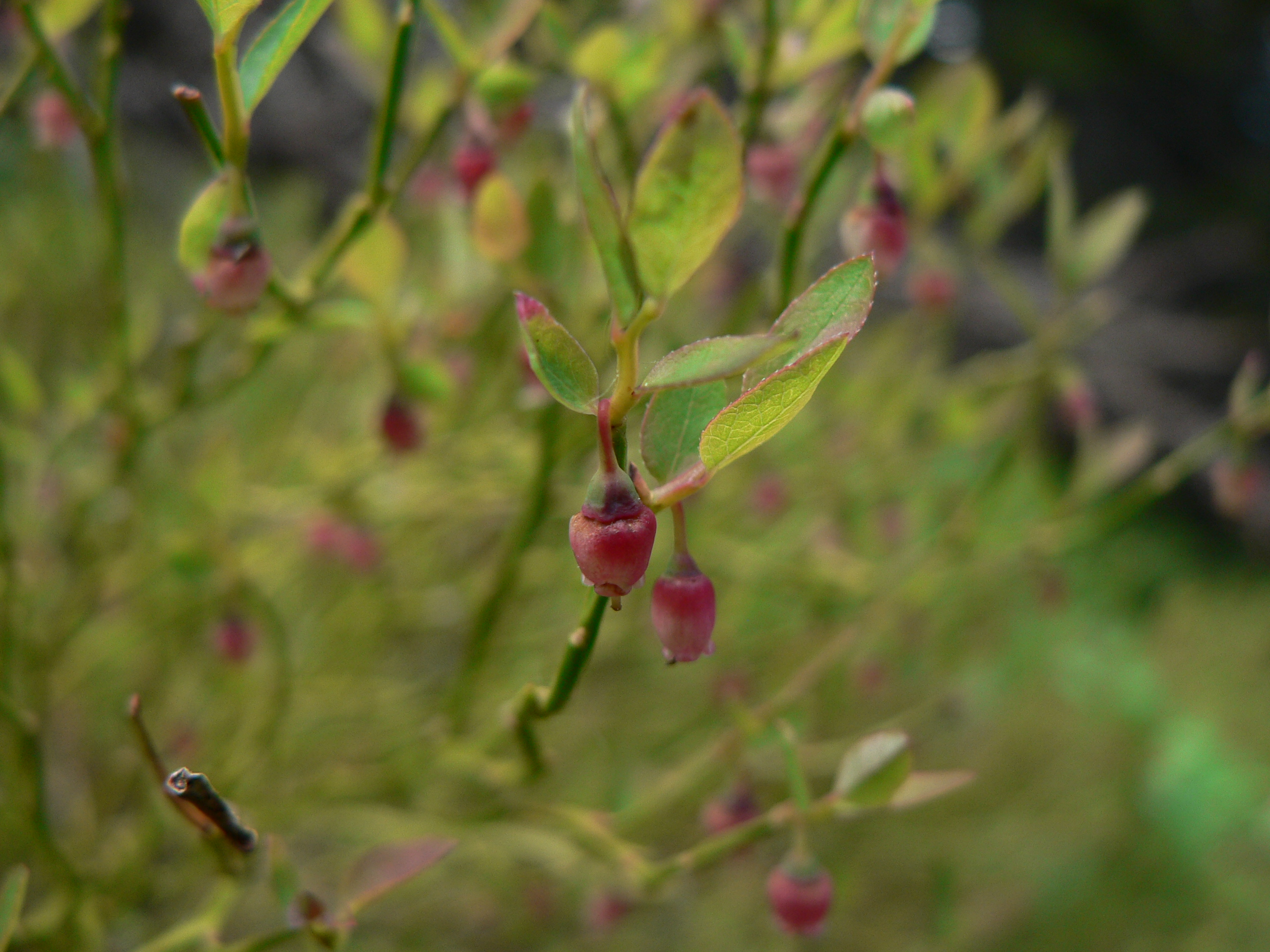
Vaccinium scoparium

- Vaccinium santafeense Wilbur & Luteyn
- Vaccinium sarawakense Merr.
- Vaccinium saxatile Luteyn & Pedraza
- Vaccinium saxicola Chun
- Vaccinium scandens Schltr.
- Vaccinium schlechterianum Sleumer
- Vaccinium schoddei Sleumer
- Vaccinium schultzei Schltr.
- Vaccinium sciaphilum C.Y.Wu
- Vaccinium sclerophyllum Sleumer
- Vaccinium scoparium Leiberg ex Coville
- Vaccinium scopulorum W.W. Sm.
- Vaccinium scortechinii King & Gamble
- Vaccinium scyphocalyx Sleumer
- Vaccinium secundum Klotzsch
- Vaccinium selerianum (Loes.) Sleumer
- Vaccinium serrulatum W.P. Fang & Z.H. Pan
- Vaccinium setipes Airy Shaw
- Vaccinium shaferi Acuña & Roíg
- Vaccinium shastense J.K.Nelson & Lindstrand
- Vaccinium shikokianum Nakai
- Vaccinium sieboldii Miq.
- Vaccinium sikkimense C.B.Clarke
- Vaccinium simulans Sleumer
- Vaccinium singularis N.R.Salinas & Betancur
- Vaccinium sinicum Sleumer
- Vaccinium smallii A.Gray
- Vaccinium sororium J.J.Sm.
- Vaccinium spaniotrichum Sleumer
- Vaccinium sparsicapillum Sleumer
- Vaccinium sparsum Sleumer
- Vaccinium sphyrospermoides Sleumer
- Vaccinium spiculatum C.Y.Wu & R.C.Fang
- Vaccinium sprengelii (G. Don) Sleumer
- Vaccinium stamineum L.
- Vaccinium stanleyi Schweinf.
- Vaccinium steinii Sleumer
- Vaccinium stellae-montis Sleumer
- Vaccinium stenanthum Sleumer
- Vaccinium stenolobum Schltr.
- Vaccinium stenophyllum Steud.
- Vaccinium steyermarkii Luteyn
- Vaccinium striicaule Sleumer
- Vaccinium subdissitifolium P.F. Stevens
- Vaccinium subfalcatum Merr. ex Sleumer
- Vaccinium subulisepalum J.J.Sm.
- Vaccinium sulawesiense Mustaqim & P.W.Fritsch
- Vaccinium sumatranum Jack
- Vaccinium summifaucis Sleumer
- Vaccinium supracostatum Hand.-Mazz.
- Vaccinium sylvaticum Elmer
- Vaccinium symplocifolium (D.Don ex G.Don) Alston

## T

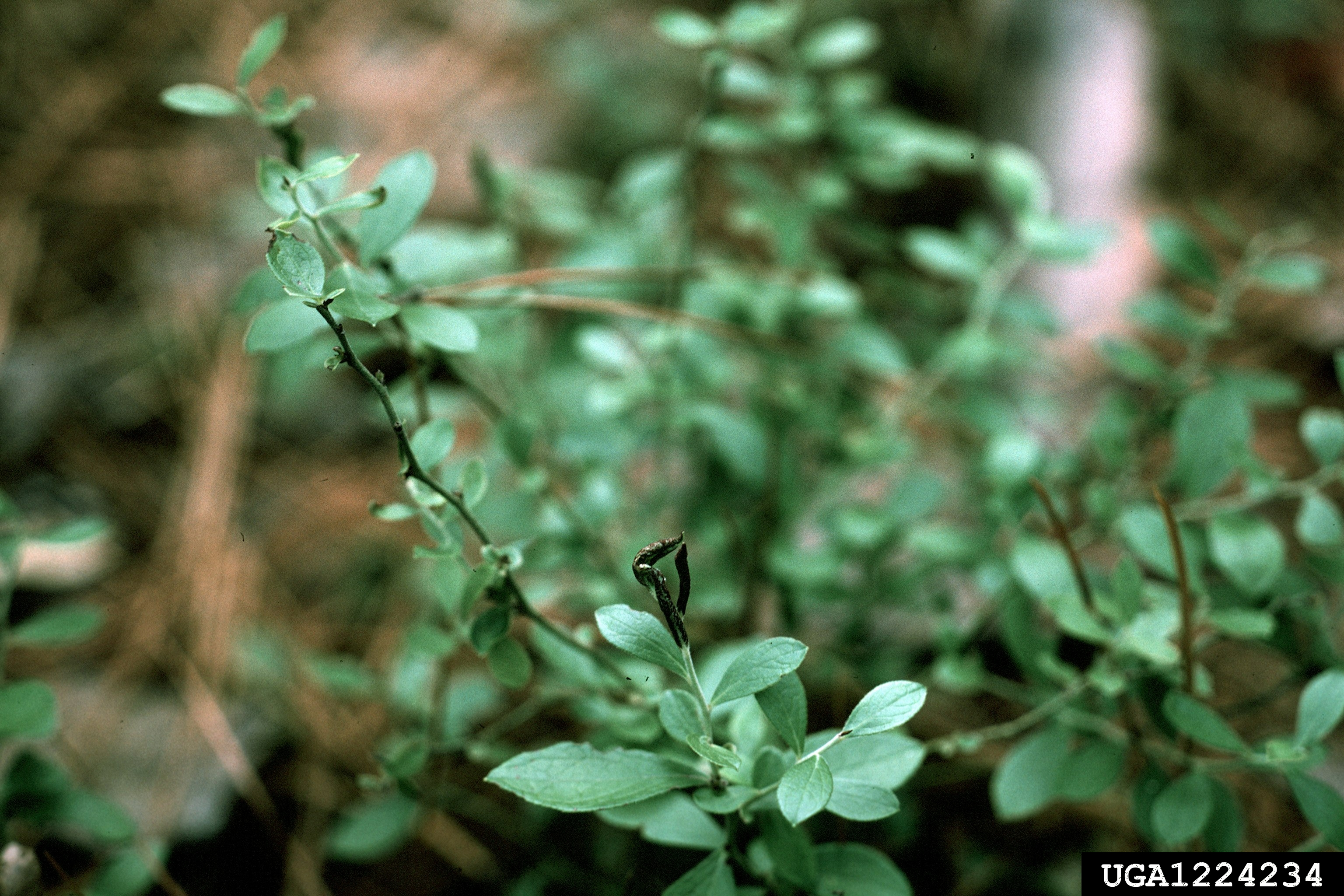
Vaccinium tenellum

- Vaccinium talamancense (Wilbur & Luteyn) Luteyn
- Vaccinium tanjungii Argent
- Vaccinium taxifolium Sleumer
- Vaccinium tectiflorum Danet
- Vaccinium tenellum Aiton
- Vaccinium tentaculatum J.J.Sm.
- Vaccinium tenuiflorum R.C.Fang
- Vaccinium tenuipes Merr.
- Vaccinium thibaudifolium Wernham
- Vaccinium timonioides Wernham
- Vaccinium timorense Fawc.
- Vaccinium tomicipes J.J.Sm.
- Vaccinium tonkinense Dop
- Vaccinium trichocarpum Sleumer
- Vaccinium trichocladum Merr. & F.P.Metcalf
- Vaccinium triflorum Rehder
- Vaccinium truncatocalyx Chun
- Vaccinium tubiflorum J.J.Sm.
- Vaccinium turfosum Sleumer

## U
- Vaccinium uliginosum L.
- Vaccinium urceolatum Hemsl.
- Vaccinium urquiolae Berazaín

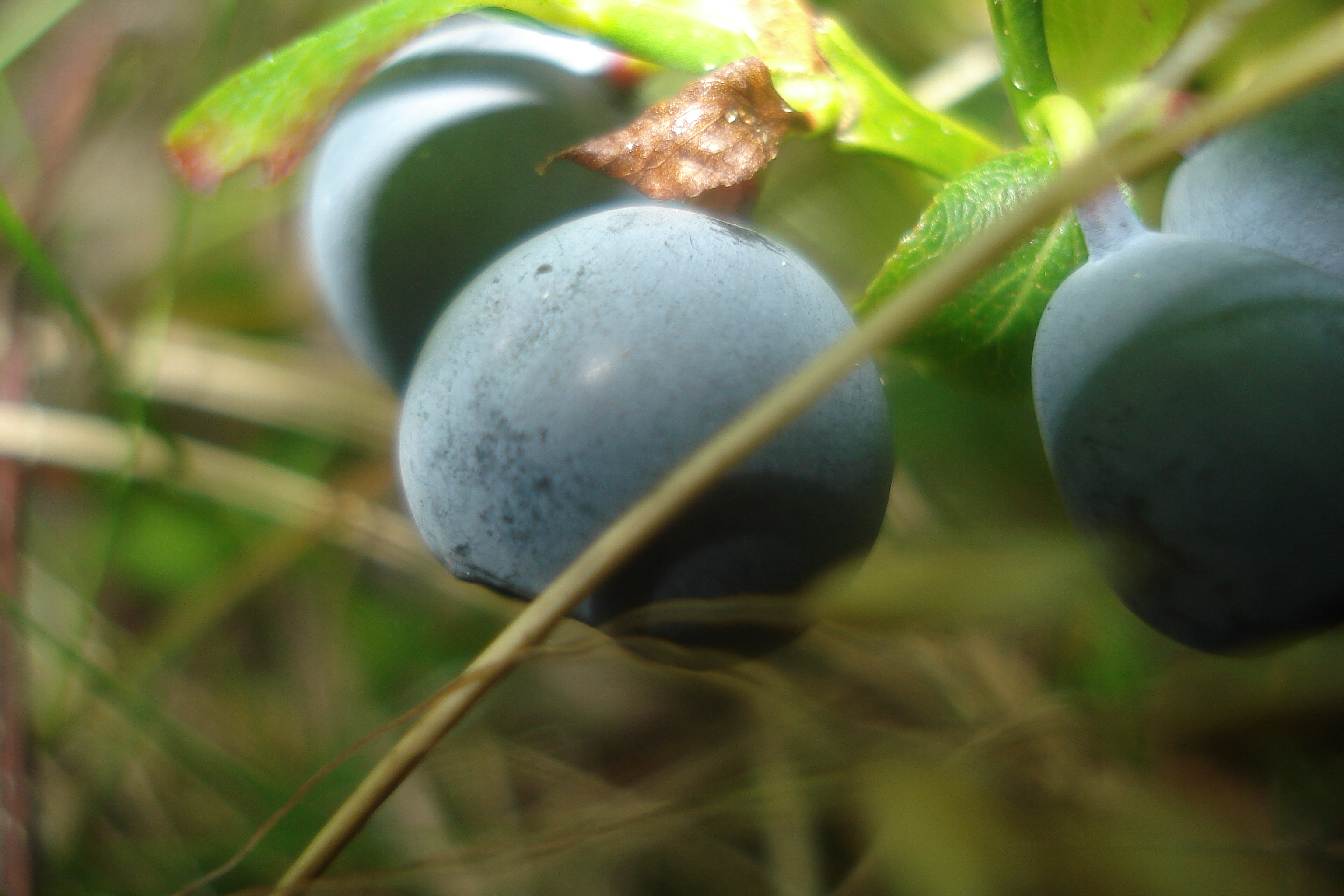
Vaccinium uliginosum

- Vaccinium urubambense Luteyn & Pedraza
- Vaccinium utteridgei Argent

## V

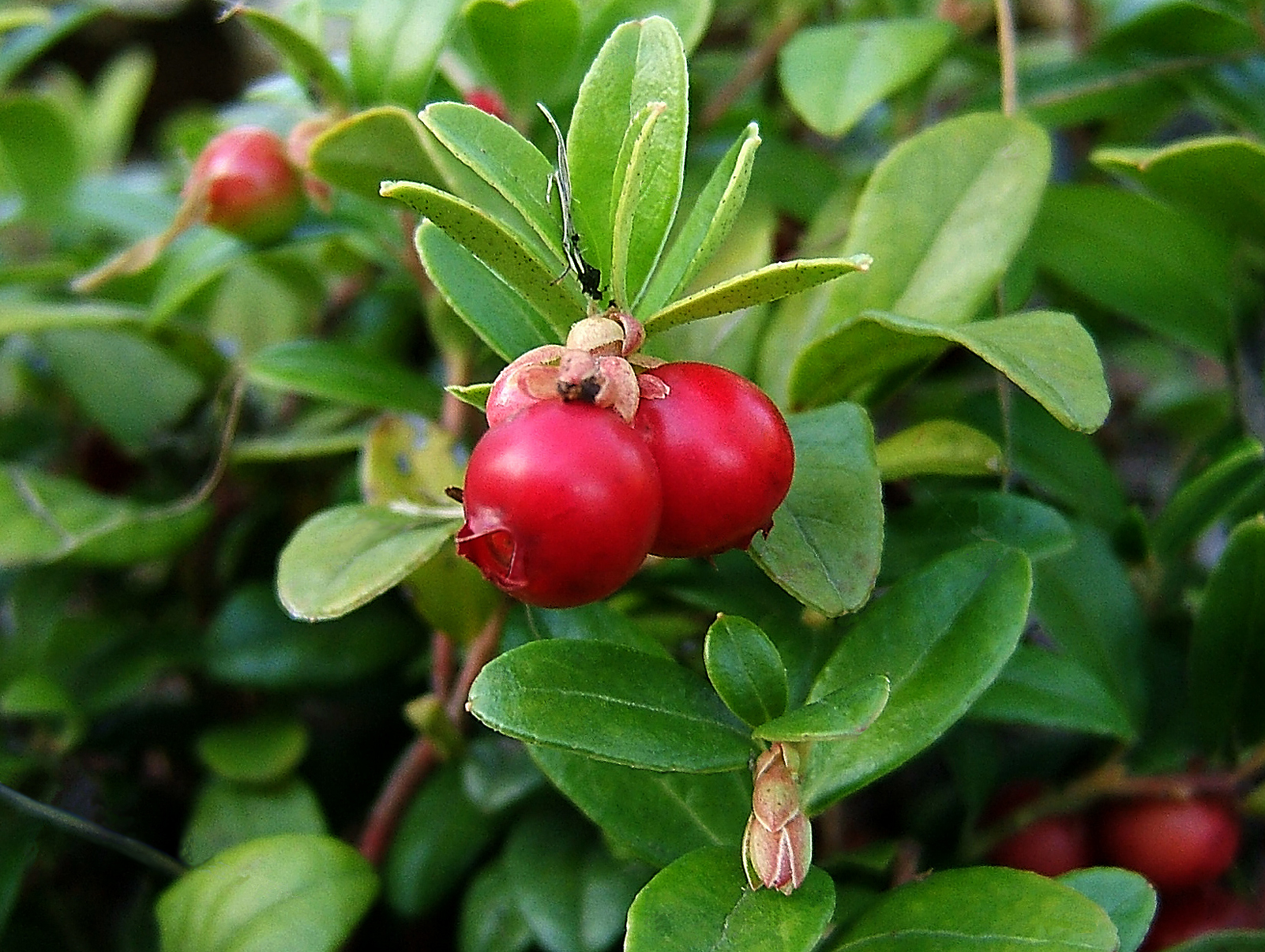
Vaccinium vitis-idaea

- Vaccinium vacciniaceum (Roxb.) Sleumer
- Vaccinium varingiifolium (Blume) Miq.
- Vaccinium venosum Wight
- Vaccinium versteegii Koord.
- Vaccinium vidalii Merr. & Rolfe
- Vaccinium vietnamense Smitinand & P.H.Hô
- Vaccinium villosiflorum J.J.Sm.
- Vaccinium viridiflorum J.J.Sm.
- Vaccinium viscifolium King & Gamble
- Vaccinium vitis-idaea L.
- Vaccinium vonroemeri Koord.

## W
- Vaccinium warburgii Sleumer
- Vaccinium whiteanum Sleumer
- Vaccinium whitfordii Merr.
- Vaccinium whitmeei F.Muell.
- Vaccinium whitmorei Ng

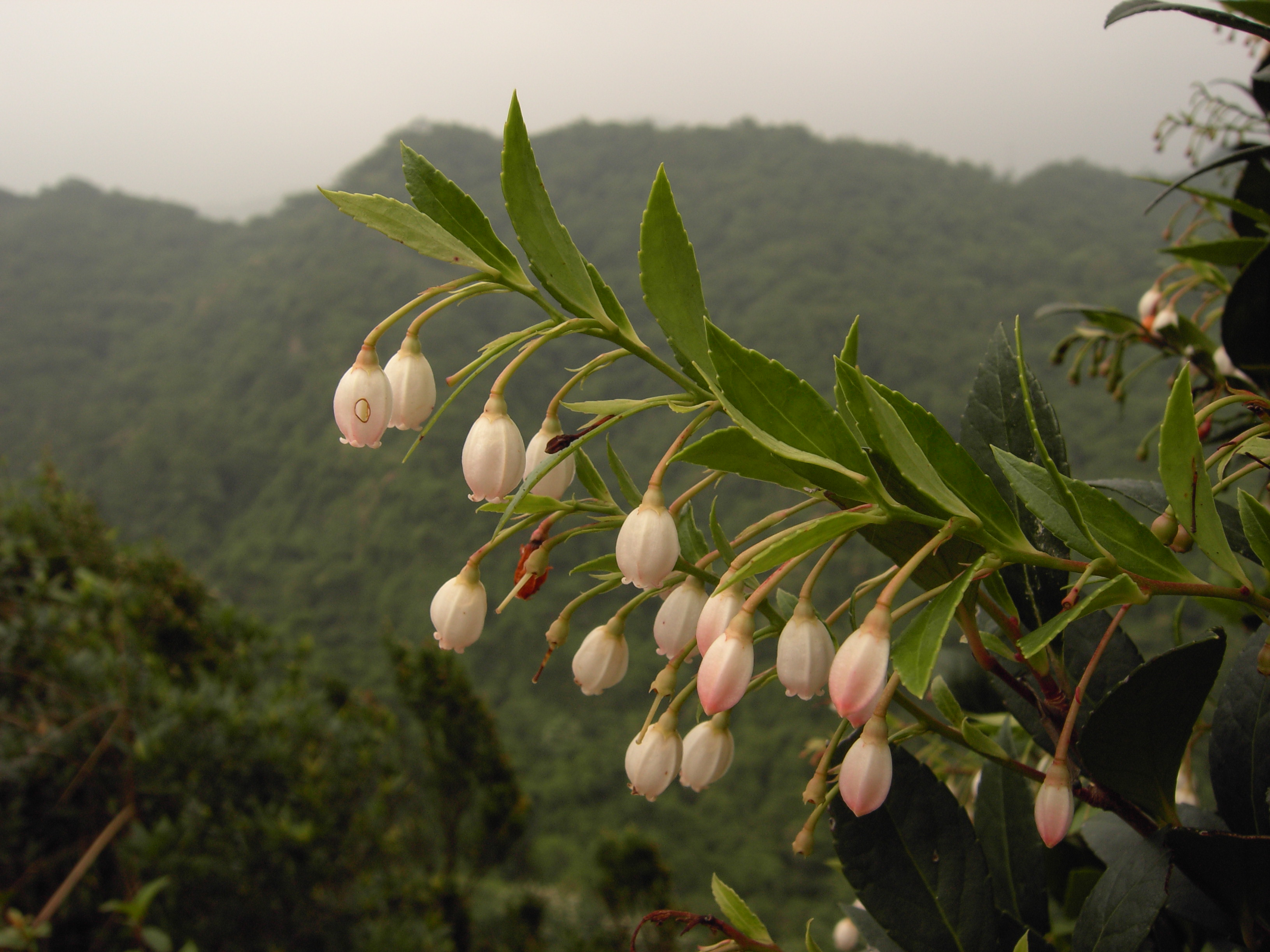
Vaccinium wrightii

- Vaccinium wilburii Almeda & Breedlove

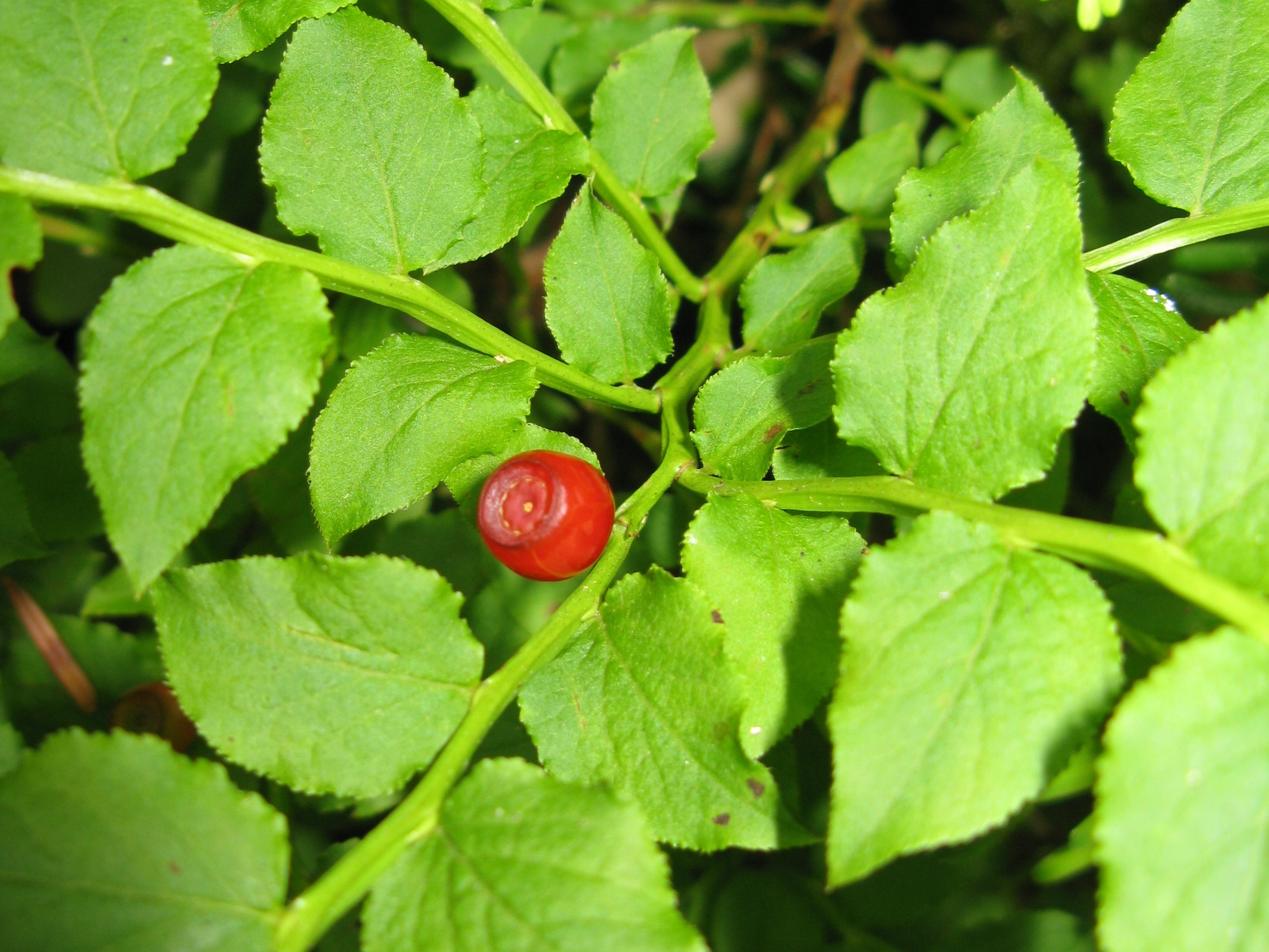
Vaccinium yatabei

- Vaccinium wisselianum Sleumer
- Vaccinium wollastonii Wernham
- Vaccinium wondiwoiense J.J.Sm.
- Vaccinium woodianum H.F.Copel.
- Vaccinium wrightii A.Gray

## X
- Vaccinium xerampelinum Sleumer

## Y
- Vaccinium yakushimense Makino
- Vaccinium yaoshanicum Sleumer
- Vaccinium yatabei Makino
- Vaccinium youngii Pedraza & Luteyn</

## Z
- Vaccinium zhangzhouense Y.H.Tong, Y.Y.Zhu & N.H.Xia